# Varsány (keresztnév)
A Varsány régi magyar személynév,  mely a honfoglalás előtt a magyarokhoz csatlakozott jász nép nevéből származik.

## Gyakorisága
Az 1990-es években szórványos név, a 2000-es években nem szerepel a 100 leggyakoribb férfinév között.

## Névnapok
- július 19.[2]

## Települések
- Alsóvarsány-puszta, Rákócziújfalu helyének középkori neve
- Alsó- és Felsővarsány, (Heves vármegye)
- Dunavarsány, Pest megye
- Hontvarsány (szk. Kalinčiakovo), Léva része
- Kisvarsány, Szabolcs-Szatmár-Bereg megye
- Laki Varsány puszta, (Veszprém vármegye)
- Nagyvarsány, Szabolcs-Szatmár-Bereg megye
- Tiszavarsány, Rákócziújfalu határában fekvő középkori elpusztult település
- Varsány, Nógrád megye
- Varsány, (Bars vármegye)
- Veszprémvarsány, Győr-Moson-Sopron megye

lásd még: Gyulavarsánd, Varsánd, Varsánhely